# Xã Bryant, Quận Graham, Kansas
Xã Bryant (tiếng Anh: Bryant Township) là một xã thuộc quận Graham, tiểu bang Kansas, Hoa Kỳ. Năm 2010, dân số của xã này là 74 người.